# Хуэйри, Жослин
Жосли́н Хуэйри́ (араб. جوسلين خويري‎; 15 августа 1955, Бейрут — 31 июля 2020, Библ, Кесерван-Джебейль) — ливанская фалангистка, участница гражданской войны. Командовала женским вооружённым формированием правохристианской партии Катаиб. Получила широкую известность после боя в Бейруте 6 мая 1976 года. В 1986 году сложила командование и устранилась от вооружённой борьбы. Занималась общественной и религиозной деятельностью. Была экспертом ливанских католических церквей, членом Папского совета по делам мирян.

## Ранние годы
Родилась в бейрутской христианской семье восточных католиков-маронитов. Училась в Арабском университете Бейрута на факультете права и политических наук.
С детства Жослин Хуэйри отличалась вольнолюбием, доходившим до безрассудства. Сознательно старалась действовать вразрез общепринятым требованиям — вплоть до таких деталей, как ношение брюк вместо юбки. В то же время была склонна к неукоснительному соблюдению дисциплины в том, что касалось «общего дела», и безусловному повиновению авторитетам, которых избирала самостоятельно.
Несмотря на широкое распространение левых идей в 1970-х годах, Жослин Хуэйри с юности придерживалась праворадикальных фалангистских взглядов. Была убеждённой ливанской националисткой и антикоммунисткой. В 1972 году вступила в партию Катаиб.

## Участница гражданской войны
В 1975 году в Ливане началась гражданская война. Жослин Хуэйри вступила в ряды фалангистской милиции. Состояла в боевой группе из двенадцати девушек. Не будучи в детстве и юности религиозно практикующей, с первых месяцев войны Хуэйри прониклась христианской верой. Она особо отмечала, что в расположении её отряда присутствовало изображение Девы Марии над зажжённой свечой.
В ночь на 6 мая 1976 года Жослин Хуэйри с шестью девушками (младшей было 14 лет) вела шестичасовой бой в центре Бейрута против трёхсот боевиков ООП. Фалангистки удержали позиции. По воспоминаниям Хуэйри, это был день её «первой молитвы». Исход боя решила Куейри, бросив гранату с крыши. Это событие впоследствии было названо «встречей с Христом».
Жослин Хуэйри собиралась уйти в монастырь кармелиток. Однако она последовала призыву Башира Жмайеля, вступила в Ливанские силы и приняла командование над женским правохристианским формированием. Численность её подразделения к 1983 году достигала 1500 женщин. Свою службу Хуэйри считала религиозной миссией, вела христианские проповеди с бойцами. Обладала репутацией человека решительного и жёсткого, внушала определённый страх даже в собственном лагере.
В 1982 году Башир Жмайель был избран президентом Ливана, но ещё до официального вступления в должность погиб в результате теракта. Ответом фалангистов стала резня в Сабре и Шатиле. Жослин Хуэйри была шокирована гибелью Жмайеля, которого считала непререкаемым вождём, но резко осудила расправу над палестинскими беженцами.
В 1986 году в «Ливанских силах» произошёл раскол — Ильяс Хобейка и Самир Джааджаа выступили против Фуада Абу Надера, а потом столкнулись между собой. Не желая участвовать в междоусобице, Жослин Хуэйри прекратила вооружённую борьбу и оставила службу в «Ливанских силах».

## Общественная и религиозная деятельность
Жослин Хуэйри сосредоточилась на общественной и конфессиональной деятельности. Основала две женские социально-благотворительные организации и Центр Иоанна Павла II. Состояла в епископальной комиссии по делам семьи и жизни Ассамблеи католических иерархов Ливана. Неоднократно выступала в Бейруте и Ватикане. Главными направлениями её деятельности были защита традиционных семейных ценностей католицизма (в частности, запрет абортов), сохранение культурной идентичности, налаживание межконфессионального диалога в Ливане и на Ближнем Востоке. С 2014 года Жослин Хуэйри состояла в Папском совете по делам мирян.

В прошлом мы боролись за свою землю и независимость. Сейчас — за свою культуру, за то, чтобы остаться самими собой и стать такими, какими мечтаем стать. За свой поиск пути в этом мире.

Жослин Хуэйри

Не участвуя непосредственно в политике, Жослин Хуэйри сохраняла тесные дружеские связи с видными деятелями Катаиб, ветеранами правохристианского движения, особенно с Фуадом Абу Надером. Высказываясь на политические темы, Хуэйри призывала ливанских христиан консолидироваться на патриотических позициях.

## Кончина и память
64-летняя Жослин Хуэйри скончалась после продолжительной болезни в джебейльской больнице Нотр-Дам-де-Секюр. В специальном заявлении партии Катаиб она была названа «иконой сопротивления, олицетворением борьбы и чести». Председатель Катаиб Сами Жмайель сказал о вечной верности партии её образу и заветам.
Ещё при её жизни, в 2015 году журналисты Натали Дюплан и Валери Ролен издали подробную биографию Jocelyne Khoueiry l’indomptable — Неукротимая Жослин Хуэйри.
Один из образов, используемых в отношении Жослин Хуэйри, — Жанна д’Арк Страны кедров.